# 1263
Cette page concerne l'année 1263  du calendrier julien. Pour l'année 1263 av. J.-C., voir 1263 av. J.-C.
L'année 1263 est une année commune qui commence un lundi.

## Événements
- 13 janvier : Houlagou Khan en lutte contre Berké dans le Caucase est battu par Nogaï sur les bords du Terek et doit se retirer en Azerbaïdjan[1]. Menacé à l’est par les Djaghataïdes, alors alliés de Berké, Houlagou renonce à la conquête de la Syrie et de l’Égypte.
- 1er avril : le moine Nichiren, rentré à Kamakura[2], reprend ses incantations contre les écoles bouddhiques traditionnelles qu’il accuse de collusion avec les Mongols dont il prédit l’invasion prochaine. La violence de ses propos conduit les autorités à l’arrêter et le condamner à mort pour subversion. Sa peine est commuée en 1271 en bannissement dans l’île de Sado, où il demeure jusqu’en 1273 puis termine sa vie dans l’actuelle préfecture de Yamanashi (1280).

- Orghana Qatun se rend à la cour d’Ariq-bögè, à Almaligh, pour protester contre sa destitution et la nomination d’Alghu à la tête du khanat de Djaghataï. Ariq-bögè l’envoie comme messagère auprès d’Alghu, à Samarcande. Orghana plait à Alghu, qui l’épouse. L’économe d’Orghana, Mahmoud Yalawatch trouve alors le moyen de lever des tributs dans les grandes villes du Turkestan occidental. Alghu réussit à repousser l’attaque de Qaïdu, puis participe à la chute d’Ariq-bögè en 1264. Plus tard, Alghu remporte de nouvelles victoires contre le khan de la Horde d'or, Berké. Il lui enlève Otrar et le Khârezm[3].
- Berké s’allie avec le sultan mamelouk Baybars contre l’empire des il-khan d'Iran. Baybars obtient l’autorisation de recruter des soldats dans le domaine de la Horde d'or[3].
- Fondation de la ville fortifiée Tolteco-Maya de Mayapán, dans le nord du Yucatán (1263-1283)[4].

### Europe
- 13 février : le pape Urbain IV envoie Albert le Grand prêcher la croisade en Allemagne (fin en 1264)[5].
- 11 mars[6] : ordonnance royale de Chartres sur les monnaies. La monnaie royale a cours sur l'ensemble du royaume de France et son imitation est interdite[7].
- 25 avril : Urbain IV demande à l'archevêque de Tyr Gilles de Saumur de prêcher la huitième croisade en France contre Baybars[8].
- 20 mai[9] : la Vie de saint François d'Assise, rédigée par Bonaventure de Bagnorea, est approuvée par le chapitre général de l'ordre franciscain[10].
- 18 juillet : lettre du pape Urbain IV à Michel VIII Paléologue pour qu'il accepte de négocier une trêve avec Guillaume II de Villehardouin[11].
- 20 - 24 juillet : dispute de Barcelone organisée par le roi Jacques Ier d'Aragon et Raymond de Peñafort, qui oppose le talmudiste Nahmanides à un converti, Pablo Cristiani, qui a le dernier mot sur la vérité du christianisme et la venue du Messie, malgré la brillante prestation du talmudiste. Le 29 août, les Juifs d’Espagne reçoivent l’ordre d’éliminer du Talmud tous les passages concernant Jésus et Marie[12].
- 25 juillet : le pape Urbain IV envoie un légat en France pour offrir la couronne de Sicile à Charles d'Anjou, frère de Louis IX de France[11].
- Automne[13] : assassinat de Mindovg Mindaugas, roi de Lituanie, avec ses deux fils, par un compétiteur resté fidèle au paganisme[14]. Des luttes confuses s’ensuivent pendant un demi-siècle.
- 2 octobre, guerre écosso-norvégienne : les Norvégiens sont défaits par les Écossais à la bataille de Largs (Firth of Clyde) et cèdent les Hébrides à l'Écosse[15].
- 14 novembre : Alexandre Nevski meurt d’épuisement de retour de Saraï où il avait tenté de prévenir une nouvelle expédition punitive de la Horde d'or contre la Russie après le massacre de collecteurs d'impôts[16]
  - Son plus jeune fils Daniel devient prince de Moscou.
  - Iaroslav Iaroslavitch de Tver, devient grand-prince de Vladimir (fin en 1272).
- 15 décembre : début du règne de Magnus VI Lagaböter (le Législateur), roi de Norvège (jusqu'en 1280). Il signe un concordat avec l’Église et fait de nombreuses réformes (hérédité de la couronne). Il traite avec la Hanse pour essayer d’améliorer la condition des marchands norvégiens.

- En Crète, devant la résistance de ses habitants, les vénitiens décident de vider le plateau de Lassithi de sa population[17].
- Levée de décimes sur le clergé en France (un centième pour cinq ans)[18].
- Le khan de la Horde d'or Berké conclut des accords commerciaux avec Byzance et l’Égypte (libre passage des esclaves achetés en Russie par les Mamelouks)[19].
- Première mention en Écosse d'un membre du Clan Campbell, Gillespie (Gilleasbaig), père de Cailean Mór[20].